# Günther von Kluge
Günther von Kluge, född 30 oktober 1882 i Posen, död 19 augusti 1944 i närheten av Metz, var en tysk militär; general av artilleriet 1 december 1935, generalöverste 1 oktober 1939 och generalfältmarskalk den 19 juli 1940.

## Biografi

### Tiden till och med första världskriget
Günther von Kluge började den 22 mars 1901 i den kejserliga armén och placerades vid det niedersachsiska fältartilleriregementet. Hösten 1908 kom han till krigsakademin och blev löjtnant den 16 juni 1910. von Kluge placerades vid stora generalstaben 1912 och när första världskriget utbröt i augusti 1914 befordrades han till kapten. I början av kriget var von Kluge generalstabsofficer vid 23:e armékåren på östfronten, 1916 kom han till sydarméns stab vid Isonzofronten och 1918 blev han stabschef vid 236:e infanteridivisionen.

### Mellankrigstiden
Efter krigsslutet anställdes von Kluge i Tysklands rikshär (Reichsheer), den reducerade armé som Versaillesfördraget tillät och som fram till 1935 ingick i Tysklands riksvärn (Reichswehr). Den 1 april 1923 placerades han vid försvarsministeriet och befordrades samtidigt till major med rätt att räkna befordringsdatum från den 1 juli 1921. Efter tjänstgöring vid arméns utbildningsavdelning förflyttades von Kluge den 1 augusti 1926 till 3:e preussiska artilleriregementet och blev den 1 juli 1927 överstelöjtnant. Han blev den 1 november 1928 stabschef vid 1:a kavalleridivisionen, befordrades till överste den 1 februari 1930 och blev den 1 mars samma år befälhavare för 2:a preussiska artilleriregementet. von Kluge utnämndes den 1 oktober 1931 till Artilleriführer III, blev generalmajor den 1 februari 1933 och övertog befattningen som inspektör för signaltrupperna. Han befordrades till generallöjtnant den 1 april 1934 och den 1 oktober samma år blev han befälhavare för 6:e divisionen inom riksvärnet. När riksvärnet utökades och övergick i Wehrmacht, som sedan var Tysklands försvarsmakt till 1945, blev han den 1 april 1935 befälhavare för 6:e armékåren (VI. Armeekorps) och utnämndes till general av artilleriet den 1 augusti 1936, retroaktivt från den 1 december 1935. von Kluge utsågs den 1 december 1938 att leda 6:e armégruppen (Heeresgruppen-Kommando 6) i Hannover.

### Andra världskriget
Vid mobiliseringen inför andra världskriget övergick 6:e armégruppen i 4:e armén. von Kluge blev den 26 augusti 1939 befälhavare för denna armé, som han sedan ledde under fälttågen mot Polen och Frankrike och början av fälttåget mot Sovjetunionen. På östfronten blev han den 19 december 1941 högste befälhavare för armégrupp Mitte. Efter en bilolycka i oktober 1943 var han sjukpermitterad i flera månader. I början av juli 1944 efterträdde han Gerd von Rundstedt som överbefälhavare Väst (Oberbefehlshaber West) i Frankrike och befälhavare för armégrupp D. När Erwin Rommel i samma månad sårades svårt blev von Kluge även befälhavare för armégrupp B.
Genom Henning von Tresckow invigdes von Kluge i attentatsplanerna mot Adolf Hitler, men han vägrade att delta i kuppförsöket den 20 juli 1944. Den 17 augusti 1944 avskedade Hitler von Kluge. Två dagar senare begick von Kluge självmord genom att inta gift.
von Kluge var en av Hitlers skickligaste generaler men han vacklade. Han samarbetade lojalt med Hitler men ogillade det nazistiska systemet, de brutala metoder som användes mot bland annat tillfångatagna ryssar och ett krig som han i juli 1944 insåg att Tyskland skulle förlora.

## Utmärkelser
Första världskriget
- Järnkorset
  - Andra klassen
  - Första klassen

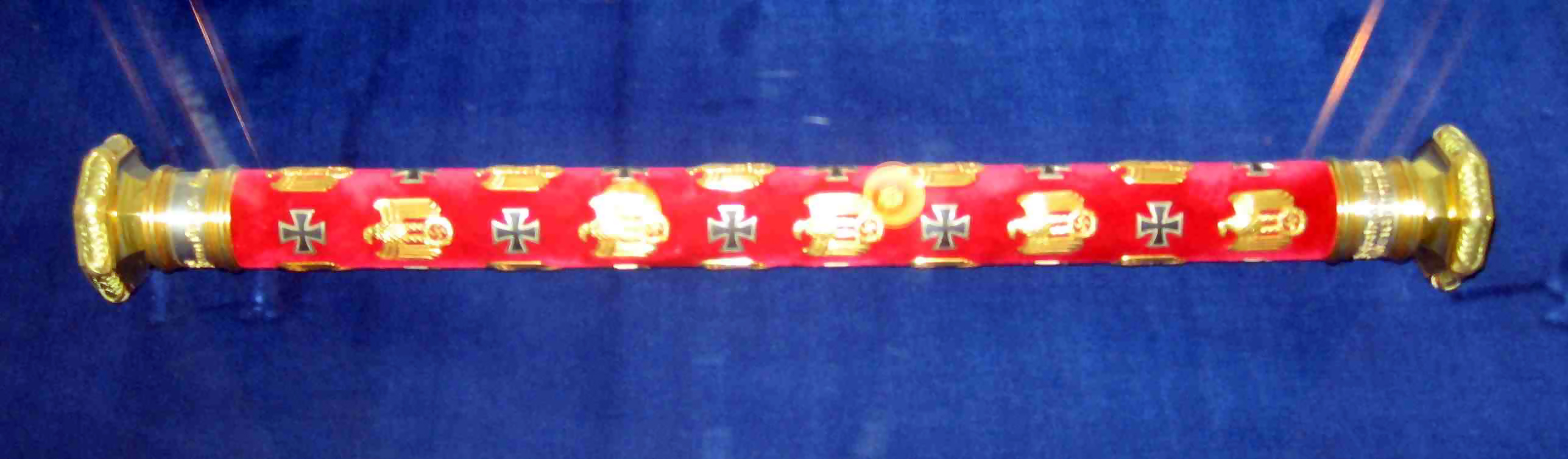
Günther von Kluges marskalkstav.

- Hohenzollerska husordens riddarkors med svärd
- Såradmärket i svart
- Bayerska militärförtjänstorden av fjärde klassen med svärd
- Militärförtjänstkorset (Mecklenburg-Schwerin) av andra klassen
- Förtjänstmedaljen (Oldenburg)
- Järnkroneorden av tredje klassen med krigsdekoration
- Militärförtjänstkorset av tredje klassen med krigsdekoration
- Preussiska flygobservatörsutmärkelsen

Mellankrigstiden
- Wehrmachts tjänsteutmärkelse av IV–I klassen

Andra världskriget
- Ärekorset
- Tilläggsspänne till Järnkorset
  - Andra klassen: 5 september 1939
  - Första klassen: 17 september 1939
- Östfrontsmedaljen
- Riddarkorset av Järnkorset med eklöv och svärd
  - Riddarkorset: 30 september 1939
  - Eklöv: 18 januari 1943
  - Svärd: 29 oktober 1943
- Omnämnd i Wehrmachtbericht: 7 augusti 1941, 18 oktober 1941, 19 oktober 1941 och 3 september 1943